# Staro Selo (Otočac)
Staro Selo is een plaats in de gemeente Otočac in de Kroatische provincie Lika-Senj. De plaats telt 17 inwoners (2001).